# Gustaf Lundqvist
Gustaf Julius Lundqvist, född 1892 i Karlskrona, död 1978, var en svensk målare.
Lundqvist studerade vid Karlskrona tekniska skola. Hans konst består av landskapsmålningar med motiv från Blekinge och Karlskronas skärgård. Hans verk finns representerade vid bland annat Norrköpings konstmuseum.